# Ora o mai più (singolo)
Ora o mai più è un singolo del DJ producer italiano Don Joe, pubblicato il 17 aprile 2015 come primo estratto dall'album omonimo.

## Descrizione
Terza traccia dell'album omonimo, Ora o mai più è caratterizzato dalla partecipazione vocale della cantante italiana Emma.

## Video musicale
Il video, diretto da Fabrizio Conte e girato interamente in bianco e nero, è stato reso disponibile per la visione il 23 maggio 2015 attraverso il canale Vevo di Don Joe.

## Tracce
1. Ora o mai più (feat. Emma) – 3:24

## Classifiche
| Classifica (2015) | Posizione massima |
| ----------------- | ----------------- |
| Italia            | 68                |